# مینلای دم‌شاه‌بلوطی
دم شاه‌بلوطی مینلا (نام علمی: Minla strigula) یک گونه پرنده از خانواده Leiothrichidae است. این پرنده به طور سنتی در جنس مینلا طبقه‌بندی می‌شود.